# Al-Inschiqāq
Al-Inschiqāq (arabisch الانشقاق al-Inšiqāq ‚Das Zerbrechen‘; ‚Sich spalten‘) ist die 84. Sure des Korans, sie enthält 25 Verse. Die Sure gehört in die erste mekkanische Periode (610–615), ihr Titel bezieht sich auf den ersten Vers. Sie schildert, ähnlich wie in Sure 81 und Sure 82, die Vorzeichen für das Gericht Gottes, die Vergeltung der Rechtschaffenen und der Verdammten, und sie geißelt die Haltung der Ungläubigen.